# احمد هتیفی
احمد آرش هتیفی (انگلیسی: Ahmad Hatifi؛ زادهٔ ۱۳ مارس ۱۹۸۶) بازیکن فوتبال اهل افغانستان است که در ایالات متحده آمریکا زندگی می‌کند.
وی عضو تیم ملی فوتبال افغانستان است.